# Rak tranmossa
Rak tranmossa (Trematodon laetevirens) är en bladmossart som beskrevs av Hakelier och G. Frahm 1976. Rak tranmossa ingår i släktet tranmossor, och familjen Bruchiaceae. Enligt den finländska rödlistan är arten starkt hotad i Finland. Enligt den svenska rödlistan är arten sårbar i Sverige. Arten förekommer i Nedre Norrland och Övre Norrland. Artens livsmiljö är fjällhedar. Inga underarter finns listade i Catalogue of Life.